# 오나 카르보넬

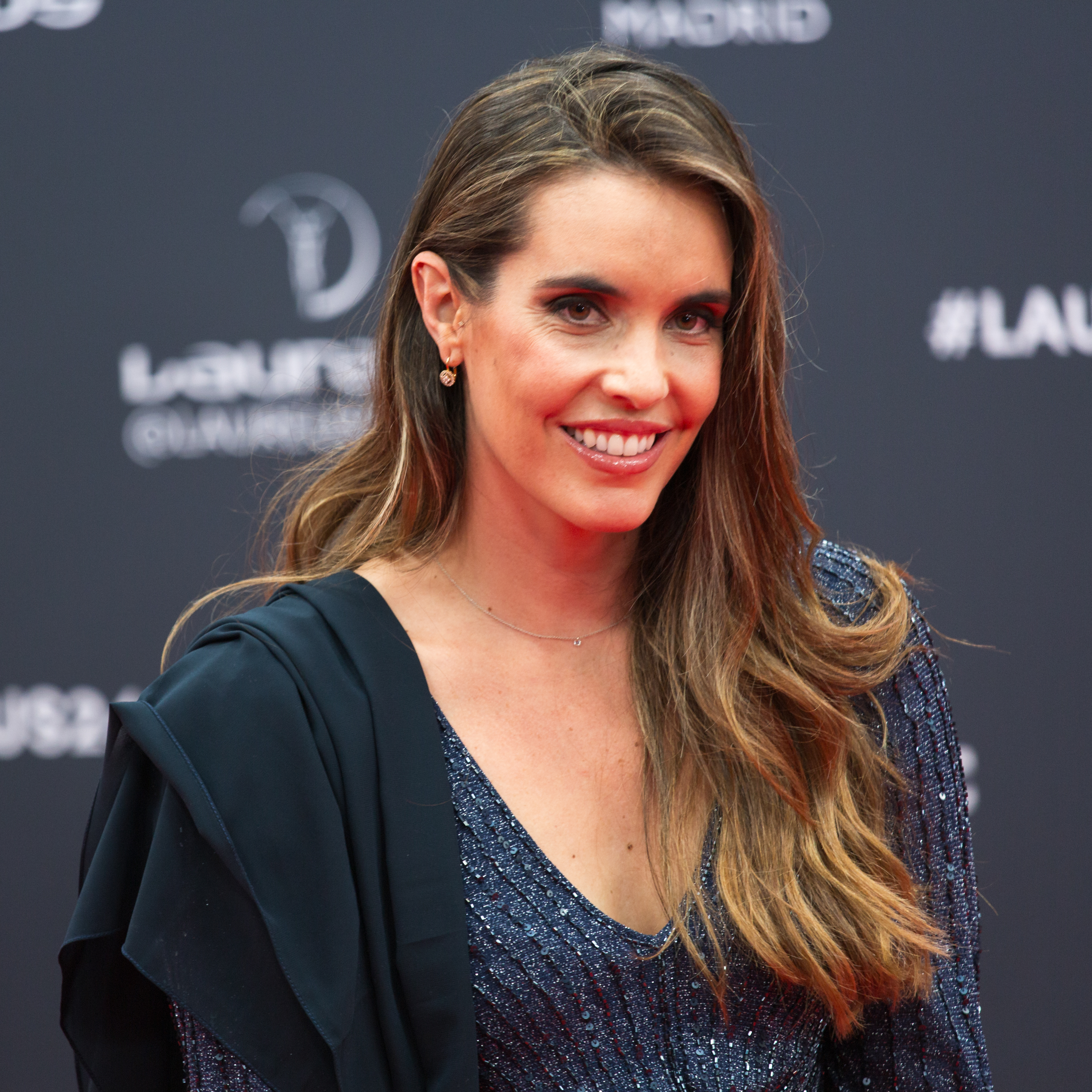

오나 카르보넬(Ona Carbonell, 본명: Ona Carbonell Ballestero, 1990년 6월 5일 ~ )는 스페인의 아티스틱스위밍 선수이다.
카르보넬은 2012년 하계 올림픽에 출전하여 안드레아 푸엔테스와 함께 여자 듀엣에서 은메달을, 단체전에서 동메달을 획득했다. 그녀는 2016년 하계 올림픽 여자 듀엣에 참가하여 젬마 멩구알과 함께 4위를 차지했다.
2020년 하계 올림픽을 준비하던 중 카르보넬은 2020년 8월에 출산을 했다. 6개월 동안 훈련하지 말라는 의학적 조언에도 불구하고 카르보넬은 4주 만에 돌아와 올림픽에 출전하여 단체전에서 7위를 차지했다. 엄마와 운동선수 역할에 대한 그녀의 고민을 담은 다큐멘터리 <스타팅 오버>(Starting Over)가 제작됐다. 2022년 12월에 BBC 100 여성 중 한 명으로 선정되었다.